# Sarah Knauss
Sarah DeRemer Knauss, coneguda com a Sarah Knauss, i nascuda Sarah Clark (Hollywood, Pennsilvània, 24 de setembre de 1880 - Allentown, Pennsilvània, 30 de desembre de 1999) va ser una supercentenària estatunidenca. Knauss va ser la persona més longeva, l'edat de la qual ha estat comprovada, de la història dels Estats Units, i ocupa el tercer lloc documentat de les persones més longeves de la història, darrere de Kane Tanaka i Jeanne Calment.
Filla de Walter i Amelia Clark, casada amb Abraham Lincoln Knauss el 1901, i mare d'un fill, Kathryn el 1903, que va morir el 2005 a l'edat de 101 anys. Amb 116 anys, es va constatar que Knauss era el nou titular del rècord nacional de longevitat dels Estats Units, que llavors es creia que el tenia Carrie. C. White. El 1998 es va convertir en la persona més vella del món quan va morir la canadenca francesa de 117 anys Marie-Louise Meilleur. Abans de morir, hi havia sis generacions vives a la seva família. El 1985, a l'edat de 104 anys, es va instal·lar amb la seva filla Kathryn Knauss Sullivan. Knauss té el rècord documentat de més edat dels Estats Units, i al moment de la seva mort era la segona persona documentada més longeva de la història, després de la supercentenària francesa Jeanne Calment. Va ser reconeguda com la persona viva més vella del món per la Guinness World Records des del 16 d'abril de 1998 fins a la seva mort. Va morir per causes naturals el 30 de desembre de 1999 a la residència geriàtrica Phoebe d'Allentown, a Pennsilvània, on havia viscut els darrers nou anys de la seva vida.